# Jung und alt
Jung und alt ist ein deutsches Stummfilmdrama von 1912 mit Henny Porten in der Hauptrolle.

## Handlung
Der Chef eines großen Handelshauses arbeitet schon seit vielen Jahren eng mit seinem alten Buchhalter zusammen. Aus dieser vertrauensvollen Zusammenarbeit ist schon fast so etwas wie Freundschaft geworden. Schließlich rücken beide noch enger zusammen, als der Sohn des Chefs die Buchhaltertochter kennen- und schließlich auch lieben lernt. Zunächst wissen beide Väter nichts von dieser Entwicklung. Als beide davon erfahren, sind sie mit der Wahl des jeweils anderen einverstanden. Bald wird der alte Chef sehr krank und stirbt wenig später. Sein Sohn übernimmt nun dessen Position. Doch Juniors stürmischer Charakter verträgt sich nicht mit dem des abgeklärten und vernunftsbetonten des Schwiegervaters, und beide geraten in geschäftlichen Dingen aneinander. Darüber hinaus wird der neue, junge Chef rasch unbedacht, bei allem, was er tut. Er verschwendet Geld, ist unzuverlässig und sucht Bekanntschaften mit anderen Damen. Die Buchhaltertochter gerät dabei ins Hintertreffen, und auch der Firma widmet der unerfahrene Juniorchef nicht mehr die notwendige Aufmerksamkeit. Versuche des Alten, ihm „den Kopf zu waschen“, fruchten nichts. Eines Tages kommt es zum großen Knall, als der Junior mal wieder lieber einem Sektfrühstück eines Freundes folgt, als sich den dringend notwendigen Geschäftsdingen zu widmen. Der Alte setzt seinem Schwiegersohn die Pistole auf die Brust: Wenn er jetzt gehe, dann werde er, der Buchhalter gleichfalls den Laden verlassen, und zwar für immer. Der junge Mann lacht nur darüber, und der Buchhalter verlässt schwer enttäuscht die Stätte seines langjährigen Wirkens.
Der Junior ist heilfroh, den lästigen Aufpasser los zu sein und serviert gleich auch noch seine Verlobte ab, in dem er ihr den Verlobungsring zurückschickt. Dann gibt er sich endgültig dem dolce farniente hin. Nach nur einem Jahr ist die einst blühende Firma des Vaters ruiniert. Nun ist der Jungspund vollkommen ratlos und irrt durch die Straßen. Soll er den alten Buchhalter aufsuchen und um Hilfe bitten? Er sieht ihn auf der Straße und lässt es. Zunächst. Wenig später erscheint ihm die Lage derart hoffnungslos, dass er über seinen Schatten springt und nun doch zum Buchhalter geht. Er bittet diesen um Hilfe, doch der lehnt dies rundweg ab. Seine Tochter bittet den Vater, über seinen Schatten zu springen, und er lässt sich erweichen. Als der Junior seiner Ex-Verlobten dafür danken will und ihr die Hand reicht, weigert sie sich jedoch, ihm ihre entgegenzustrecken. In kurzer Zeit gelingt es dem alten Buchhalter, mit großem Fleiß das leckgeschlagene Geschäftsschiff wieder flott zu machen. Der Junior scheint nun zur Vernunft gekommen zu sein und dankt dem Alten überschwänglich. Ein weiterer Versuch, sich bei seiner Ex-Braut für seine schnöde Entlobung zu entschuldigen, scheitert erneut.
Als die Tochter eines Tages ihren Vater vom Büro abholen will, merkt sie, wie ein Arbeiter, der wegen Trunkenheit gefeuert werden soll, dort auf den Chef wartet. Er will seinen Restlohn ausgezahlt bekommen, verlangt aber mehr, als ihm zusteht. Es kommt zum Streit und zu Handgreiflichkeiten, bei denen der Trunkenbold ein Messer zückt. Das Mädchen springt dazwischen, um von ihrem Ex das Schlimmste abzuwenden, dabei wird sie an der Hand von einem Messerstich leicht verletzt. Durch ihren Einsatz erkennt der junge Mann, dass seine frühere Braut ihn wohl noch immer zu lieben scheint. Er verbindet ihre Hand mit seinem Taschentuch und sagt ihr, dass er nun wisse, dass er ihr noch etwas bedeute, denn sonst hätte sie sich ja nicht seinetwegen in Gefahr begeben. Sie kann ihm nicht länger widersprechen. Als sich beide in den Armen liegen kommt ihr Vater hinzu und gibt dem Paar seinen Segen.

## Produktionsnotizen
Jung und alt entstand im Messter-Filmatelier in Berlins Blücherstraße 32, passierte die Filmzensur im August 1912 und wurde am 23. November oder Dezember 1912 uraufgeführt. Der Film besaß zwei Akte.